# Gamla Alberga trädgård

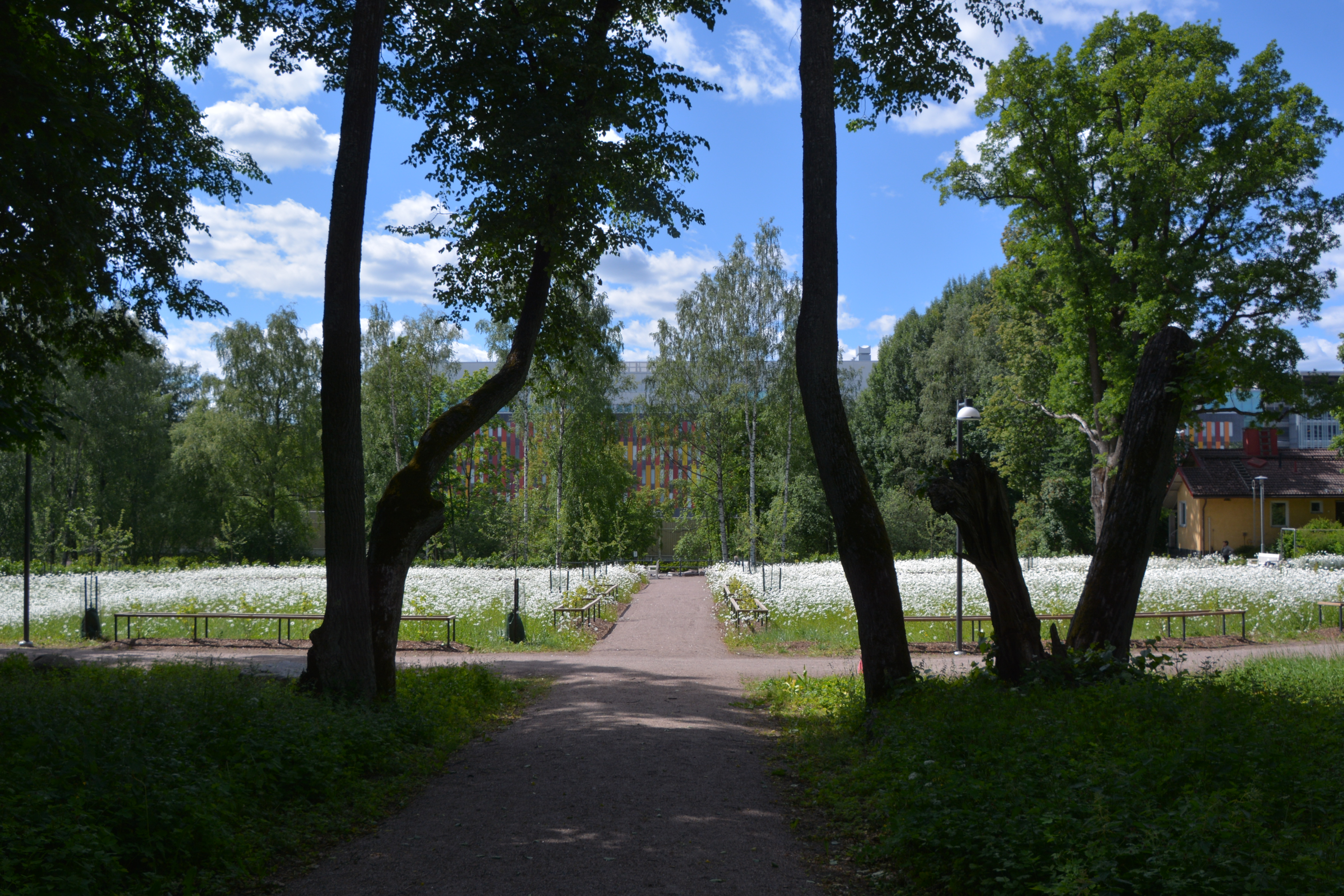
Gamla Alberga trädgård, sedd från öster, från platsen för den tidigare manbyggnaden

Gamla Alberga trädgård (finska: Vanhan Albergan puutarha) är en park i Alberga i Esbo stad i Finland.
Viceamiralen Carl Tersmeden köpte Alberga gård i Esbo 1751 och renoverade och byggde ut manbyggnaden, som uppförts från 1720-talet av krögaren Johan König. Han anlade också en herrgårdspark väster om huvudbyggnaden med en barockträdgård i terrasser. Överstelöjtnanten Gottlieb von Zansen (1732–1817) köpte gården 1775 och sonen Fredrik August von Zansen (1770–1829) byggde 1803 en ny manbyggnad.
År 1855 köptes Alberga gård av sockerfabrikören Feodor Kiseleff (1823–74) för sommarboende. Han uppförde en ny huvudbyggnad, kallad Sockerslottet, en bit väster om den äldre gården, numera belägen väster om Ring I, och platsen för den terrasserade trädgården utvecklades till gårdens ekonomiska centrum samt 
bostadsområde för arbetarna. Den tidigare manbyggnaden användes över tiden som bostadshus för anställda och som Albergas första skola. Den revs på 1950-talet och från 1960 uppfördes där yrkesskolan Leppävaaran ammattikoulu, nu Omnia Leppävaara, i etapper.
År 2009 påbörjades planering av en iståndsättning av parken. Den blev 2010 fast fornminne och från 2012 påbörjades renoveringen av parken. I denna finns lindar, som planterats på 1830-talet och ekar, som planterats på 1870-talet. Vid renoveringen har planterats bland annat äppelträd, häckar av Pipers syren och bärbuskar.
Platsen för den första manbyggnaden från 1720-talet har markerats med en ram av stockar.
Alberga gamla trädgård ägs av Esbo stad.

## Bildgalleri

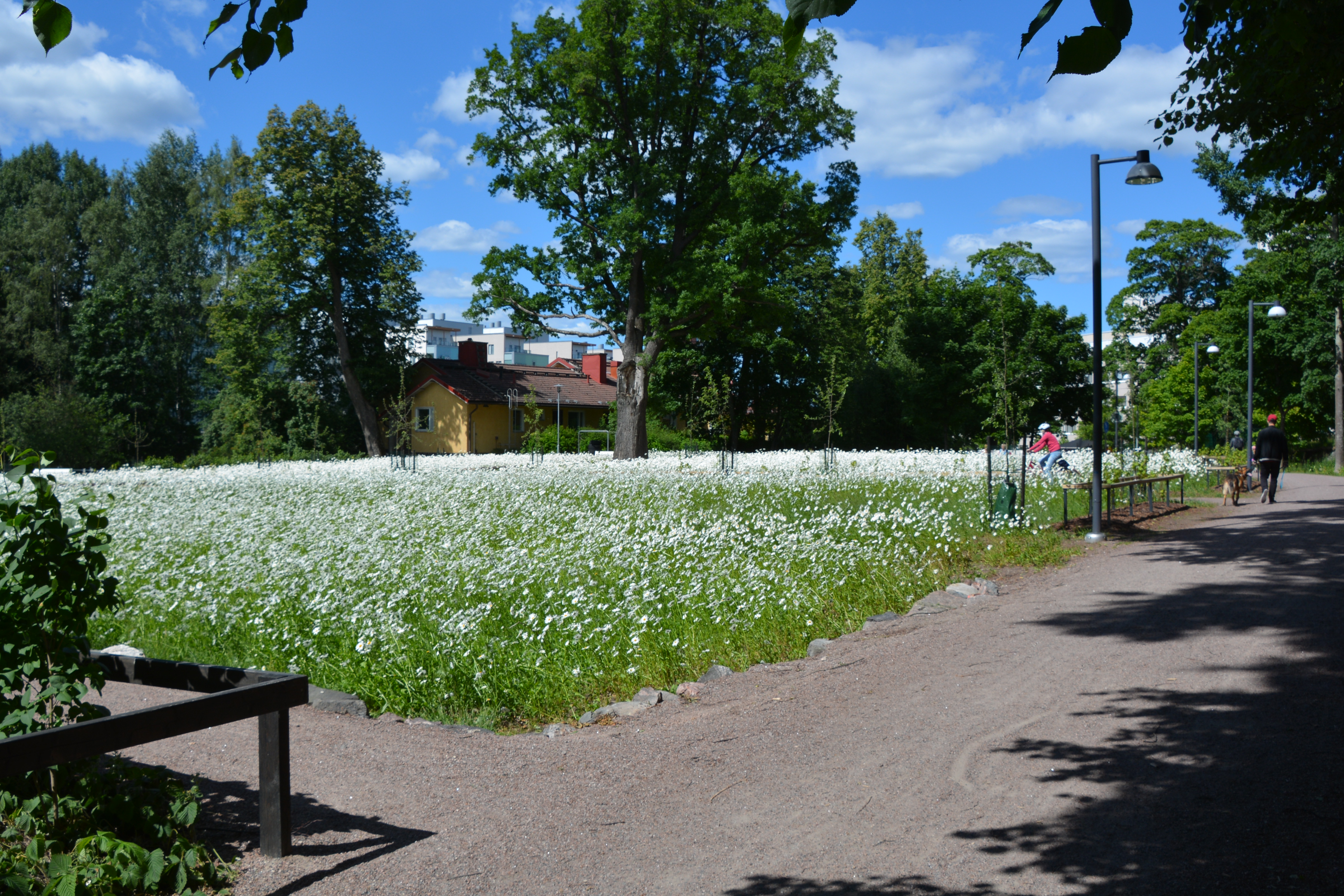
Trädgårdsprästkragar
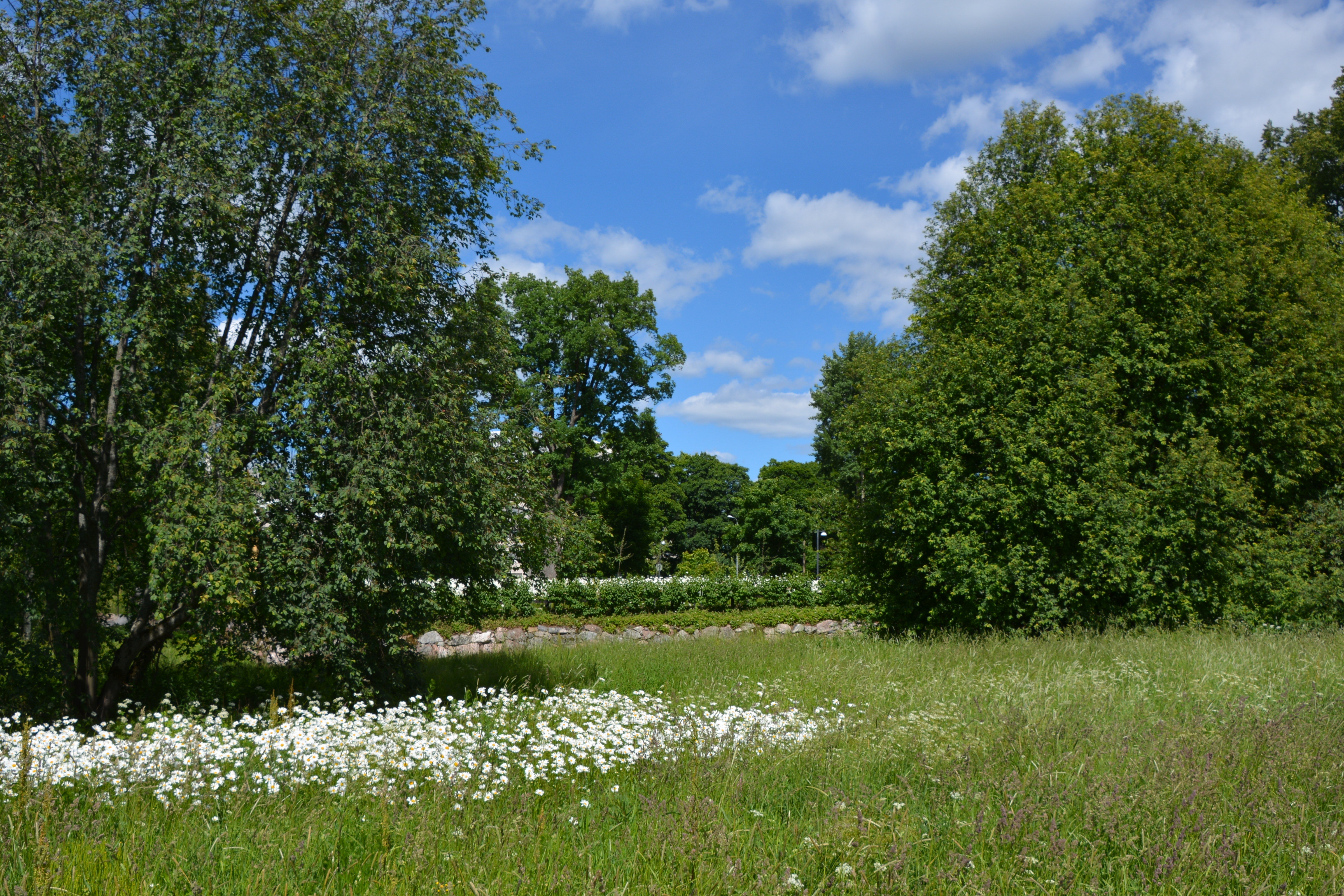
Barockträdgården sedd från söder